# Dâncu Mic, Hunedoara
Dâncu Mic este un sat în comuna Mărtinești din județul Hunedoara, Transilvania, România.

## Imagini

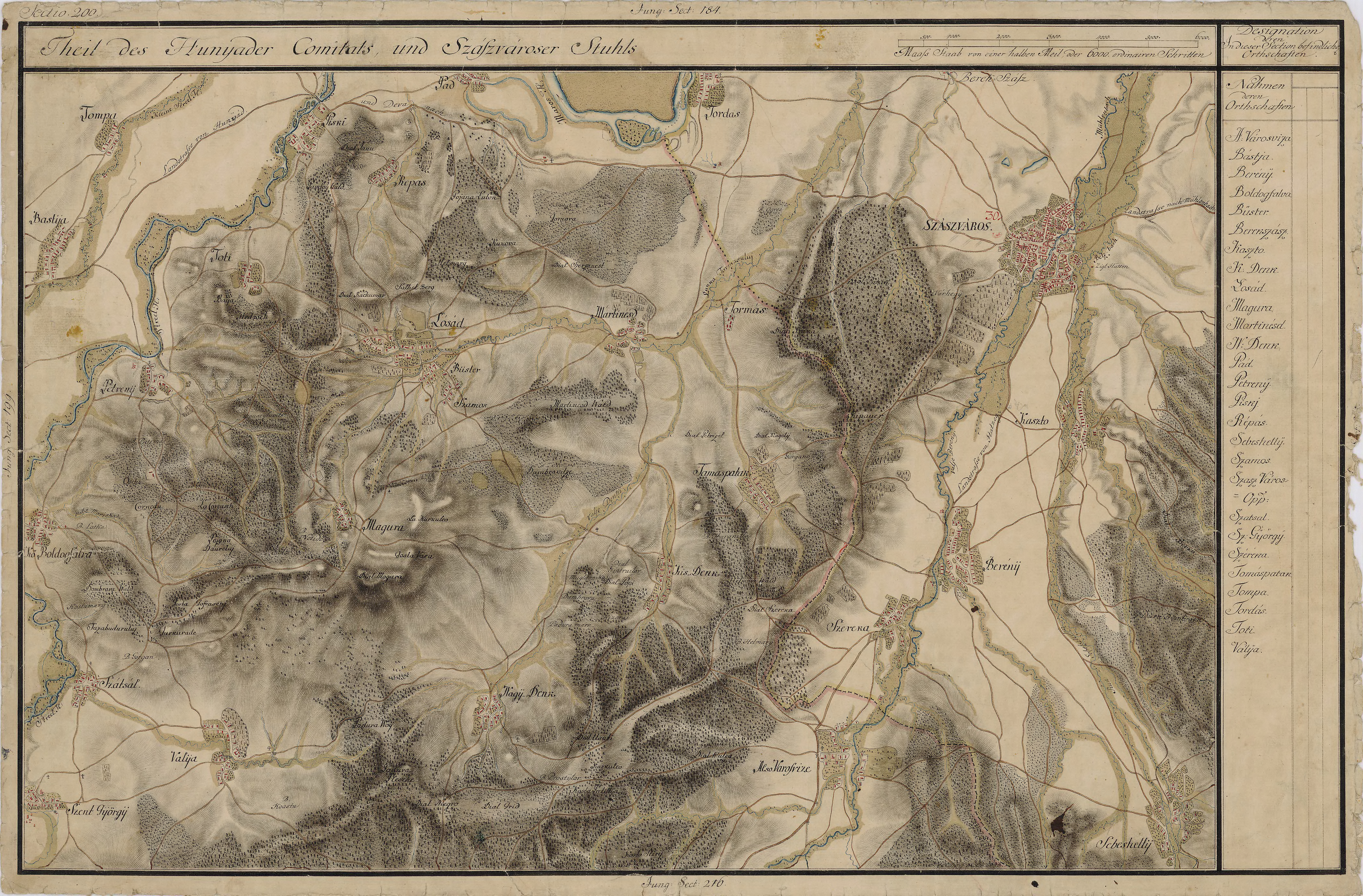
Dâncu Mic în Harta Iosefină a Transilvaniei, 1769-1773